# Theritas deniva
Theritas deniva is een vlinder uit de familie van de Lycaenidae. De wetenschappelijke naam van de soort is voor het eerst geldig gepubliceerd in 1874 door William Chapman Hewitson. De soort komt voor in Colombia.

## Synoniemen
- Deniva maggae Johnson, 1992
- Denivia ponsanota Bálint, Johnson & Kroenlein, 1998
- Denivia striata Bálint, Johnson & Kroenlein, 1998